# Papa Dia
Papa Ndiaga Dia, indicato da talune fonti come Papa Ndiaga Diassé (Saint-Louis, 9 febbraio 1987), è un ex cestista senegalese, che ha militato in Italia nella Viola Reggio Calabria.

## Carriera
Con il Senegal ha disputato i Campionati africani del 2011.